# Gordon Tipple
Gordon Tipple es un actor canadiense conocido por sus papeles en Time Runner, Doctor Who y Leaving Normal. También apareció en The X-Files y The Outer Limits.